# Linspire
Linspire (/ˈlɪnspaɪə(r)/, бывш. LindowsOS) — операционная система, коммерческий дистрибутив Linux, основанный на Debian Linux, а позднее на Ubuntu Linux. Распространялась компанией Linspire. Проект фокусировался на простоте в использовании среднестатистическим пользователем компьютера и улучшенной совместимостью с Microsoft Windows (что и было отражено в первом названии). Название Linspire состоит из слов «Linux» и «англ. inspire» — вдохновлять, воодушевлять.
25 июля 2007 года вышел последний стабильный релиз Linspire 6.0 по цене 49,95 долларов США. Сообществом Linspire поддерживалась и выпускалась полностью свободная версия дистрибутива — Freespire.
1 июля 2008 года, акционеры Linspire, Inc. проголосовали за смену названия компании на Digital Cornerstone Inc, после чего все активы были приобретены компанией Xandros. Бренд Linspire прекратил своё существование: 8 августа 2008 года, Andreas Typaldos, главный исполнительный директор Xandros, объявил, что разработка Linspire прекращена в пользу Xandros, было произведено слияние проекта с Freespire, для этого кодовой база стала снова Debian.

## Проблемы с названием
В 2002 году компания получила иск от корпорации Microsoft из‑за «созвучности до степени смешения» её торговой марки Windows и «Lindows». Впрочем, суд указал на то, что сама же Microsoft использовала общеупотребительное слово «окна» (англ. «windows») для описания графического интерфейса пользователя (GUI), существовавшее ещё до выхода Microsoft Windows и, кроме того, многооконность уже применялась такими корпорациями, как Xerox и Apple Computer (см. также X Window System). Слушание дела было отложено до февраля 2004 года. Затем Microsoft предложила закрыть дело миром, заплатив отступные около $20 млн по условиям соглашения, однако Lindows, Inc. передала права на торговую марку Microsoft и сменила название. Тогда же (в переходный период до этого соглашения) появилось название «с купюрами» Lin---s (произносится Линдэш, Lindash). Новое название компании — Linspire, Inc.

## Покупка компанией Xandros
По сообщениям в блогах бывших сотрудников Linspire, 30 июня 2008 года акционеры Linspire, Inc. получили сообщения о том, что по единогласному решению акционеров активы Linspire переходят в собственность Xandros, Inc., которая с этой целью создала Linspire Acquisition Corporation, и Linspire будет переименована в Digital Cornerstone.
Через месяц Xandros, Inc. объявила, что следующая версия Freespire будет снова основана на Debian Linux, а не на Ubuntu, чтобы использовать одну и ту же базу для всех операционных систем Xandros. Разработка отдельной коммерческой Linspire будет прекращена.

## Версии
В качестве кодовых обозначений основных релизов Linspire использовались имена рыб, обитающих в водоёмах около штаб‐квартиры компании. Например,
- Linspire/LindowsOS 4.5 — «Coho»;
- Linspire Five-0 (5.0 and 5.1) and Freespire 1.0, — «Marlin»;
- Freespire 2.0 и Linspire 6.0 — «Skipjack».